# 11-й Одеський міжнародний кінофестиваль
11-й Одеський міжнародний кінофестиваль пройшов з 25 вересня по 3 жовтня 2020 року в Одесі, Україна. Вперше в історії кінофестиваль відбувся в онлайн-форматі. Фільмом відкриття кінофестивалю стала бельгійська стрічка «Босий імператор» режисерів Джессіки Вудворт та Пітера Брозенса. Фільмом закриття кінофестивалю стане копродукційна стрічка Чехії, Ірландії, Польщі та Словаччини «Шарлатан» режисерки Аґнешки Голланд.
На участь у 11-му ОМКФ було подано 964 фільми з понад 40 країн світу. Загалом у конкурсних та позаконкурсних програмах фестивалю було показано близько 120 фільмів.
11-й Одеський міжнародний кінофестиваль разом з Х Міжнародним фестивалем «Книжковий Арсенал» започаткував у секції «Film Industry Office» спільний проєкт Book Pitch. Його мета – пошук сучасних українських книжок для майбутніх екранізацій.

## Перебіг фестивалю
10 грудня 2019 року було оголошено про початок приймання заявок фільмів до міжнародної, національної та документальної конкурсних програм 11-го ОМКФ, який тривав до 17 квітня 2020.
17 липня 2020 року 11-й Одеський міжнародний кінофестиваль презентував цьогорічний офіційний імідж, який створила креативна агенція BBDO Ukraine.
28 липня 2020 року на сайті ОМКФ було оголошено про те, що премію «Золотий Дюк» за внесок у кіномистецтво буде вручено українському режисеру Роману Балаяну.
4 серпня було оголошено експертів книжкового пітчингу Book Pitch.
10 серпня 2020 було презентовано іміджевий ролик 11-го ОМКФ. Автором ідеї стали ОМКФ та креативна агенція BBDO Ukraine, знімав український режисер Ахтем Сеітаблаєв. BBDO Ukraine та компанія Family Production відповідали за виробництво.
11 серпня 2020 року на сайті ОМКФ було оголошено, що почесного «Золотого Дюка» за внесок у кіномистецтво отримає Рой Андерссон, шведський кінорежисер. Також відбудеться показ міні ретроспективи його фільмів.
12 серпня 2020 року оголошено, що 2 жовтня на 11-му Одеському міжнародному кінофестивалі відбудеться кіноперформанс просто неба на Потьомкінських сходах, під час якого в супроводі симфонічного оркестру покажуть фільм жахів епохи німого кіно «Ґолем, як він прийшов у світ», якому виповнюється 100 років, режисерів Карла Бьозе та Пауля Вегенера. Стрічка вважається провідним зразком раннього німецького експресіонізму. Також перфоманс можна буде побачити наживо на платформі oiff.online.
17 серпня 2020 року ОМКФ оголосив учасників конкурсів кінопроєктів, що знаходяться на стадії виробництва — Пітчингу та Work in progress. Вони відбудуться в межах секції Film Industry Office, що проходитиме 29 вересня – 02 жовтня 2020 року. Цього року до конкурсів було відібрано 23 українські кінопроєкти.
18 серпня 2020 року Одеський міжнародний кінофестиваль представив нову програму «Візії». У ній будуть представлені стрічки «з оригінальним візуально-наративним кінематографічним підходом, який високо оцінили на світових кінофестивалях на кшталт Канн, Торонто, Берлінале та інших».
20 серпня 2020 року пройшла пресконференція 11-го ОМКФ. На ній було оголошено наступні конкурсні програми: Міжнародна, Національна, Європейських документальних фільмів, а також позаконкурсна програма: Фестиваль фестивалей, Візії, ретроспектива. Також було оголошено склад журі, спеціальні покази та майстер-класи.
21 серпня 2020 року ОМКФ оголосив учасників EastSeries, конкурсу проєктів телесеріалів, організованого ОМКФ за підтримки української кінокомпанії Star Media та ScripTeast, європейської програми підготовки для найкращих сценаристів Східної Європи, організованої Незалежною кінофундацією. До конкурсу було відібрано 5 проєктів.
28 серпня 2020 року ОМКФ оголосив фільм відкриття – «Босий імператор». Це стрічка режисерів Джессіки Вудворт та Пітера Брозенса. Вона знята у спільному виробництві Бельгії, Нідерландів, Болгарії та Хорватії.
11 вересня 2020 року стало відоме, що на 11-му ОМКФ буде показана ретроспектива «Жінки-піонерки кіно». 6 стрічок будуть присвячені жінкам-першопроходцям у кіно.
11 вересня 2020 року ОМКФ оголосив фільм закриття – «Шарлатан» режисерки Аґнешки Голланд. Це копродукційна стрічка Чехії, Ірландії, Польщі та Словаччини.
17 вересня 2020 року оголошено программу Film Industry Office.
25 вересня 2020 року відбулось урочисте відкриття 11-го ОМКФ в онлайн форматі. Церемонія розпочалась із відеоролика з ведучими Олегом Панютою та Яніной Соколовою, в якому вони вийшли на сцену Оперного театру. Але той був порожній, і ведучі вирушили на прогулянку Одесою, під час якої розповідали про кінофестиваль. Сюрпризом стала зустріч з одеським джазовим колективом «Bedroom Music». Він виконав кавер пісні «Таємниця» Леоніда Утьосова. Сучасне джазове аранжування виконав Андрій Показ, а переклад українською – Олексій Коган.
29 вересня 2020 року оголошено про запровадження альтернативного журі з блогерів. Вони будуть обирати найкращий повнометражний фільм Національного конкурсу.
3 жовтня 2020 року, в останній день Film Industry Office, відбулася церемонія нагородження переможців Work in Progress, East Series, Пітчингу та Book Pitch.
3 жовтня 2020 року на онлайн церемонії закриття 11 ОМКФ були оголошені переможці. Головний приз ОМКФ – Ґран-прі Золотий Дюк – за результатами глядацького голосування отримала стрічка «Вечеря в Америці» режисера Адама Ремейера.
4 жовтня 2020 року відбулося урочисте вітання, на якому переможці отримали свої нагороди.

## Журі

### Міжнародний конкурс
До складу журі Міжнародного конкурсу увійшли:
| Ім'я та прізвище | Ім'я та прізвище        | Професія           | Країна     |
| ---------------- | ----------------------- | ------------------ | ---------- |
|                  | Говард Шор              | композитор         | Канада     |
|                  | Хальдора Ґерхардсдоттір | режисерка, акторка | Ісландія   |
|                  | Жоана Рібейру           | акторка            | Португалія |
|                  | Лариса Руснак           | акторка            | Україна    |
|                  | Серж Аведікян           | режисер, актор     | Франція    |

### Національний конкурс
До складу журі Національного конкурсу (повнометражного і короткометражного) увійшли:
| Ім'я та прізвище | Ім'я та прізвище      | Професія                                                      | Країна             |
| ---------------- | --------------------- | ------------------------------------------------------------- | ------------------ |
|                  | Наріман Алієв         | режисер                                                       | Україна            |
|                  | Карла Сімон           | режисерка, сценаристка                                        | Каталонія, Іспанія |
|                  | Джіона Надзаро        | генеральний директор Венеційського міжнародного тижня критики |                    |
|                  | Маріт ван ден Елсхаут | членкиня Європейської кіноакадемії                            |                    |

### Конкурс європейських документальних фільмів
До складу журі Європейського документального конкурсу увійшли:
| Ім'я та прізвище | Ім'я та прізвище | Професія                                                              | Країна  |
| ---------------- | ---------------- | --------------------------------------------------------------------- | ------- |
|                  | Ірина Цілик      | кінорежисерка, письменниця, сценаристка                               | Україна |
|                  | Микола Нікітін   | креативний директор Празького міжнародного кінофестивалю «Febiofest»  |         |
|                  | Ваад Аль-Катіб   | журналістка, активістка, продюсерка та режисерка документального кіно | Сирія   |

### Журі ФІПРЕССІ
До складу журі Міжнародної федерації кінопреси (ФІПРЕССІ) увійшли:
| Ім'я та прізвище | Ім'я та прізвище   | Професія               | Країна     |
| ---------------- | ------------------ | ---------------------- | ---------- |
|                  | Катерина Сліпченко | кінокритикиня          | Україна    |
|                  | Клаус Льозер       | історик кіно і режисер | Німеччина  |
|                  | Лоїк Мілло         | кінокритик             | Люксембург |

### Book Pitch
До складу експертів  Book Pitch увійшли:
| Ім'я та прізвище | Ім'я та прізвище | Професія                                                              |
| ---------------- | ---------------- | --------------------------------------------------------------------- |
|                  | Марися Нікітюк   | режисерка, сценаристка                                                |
|                  | Олександр Михед  | культуролог, літературознавець, куратор мистецьких проєктів           |
| [[Файл:\|70px]]  | Ганна Жижа       | телеведуча, шеф-редакторка (кінокомпанія Star Media)                  |
|                  | Володимир Яценко | кінопродюсер, представник України в «Єврімаж»                         |
|                  | Наталя Ворожбит  | сценаристка, режисерка, драматургиня                                  |
|                  | Ірина Славінська | журналістка, ведуча, літературознавиця, продюсерка UA: Радіо Культура |

### Альтернативне журі блогерів
До складу альтернативного журі блогерів увійшли :
| Ім'я та прізвище | Ім'я та прізвище | Професія                                                             | Країна  |
| ---------------- | ---------------- | -------------------------------------------------------------------- | ------- |
|                  | Іцхак Пінтосевич | тренер з розвитку бізнеса                                            | Україна |
|                  | Лера Бородіна    | засновниця Oh My Look! та G. Bar                                     | Україна |
|                  | Ольга Сумська    | акторка і телеведуча                                                 | Україна |
|                  | Ірина Горова     | продюсерка, співзасновниця продюсерського центру MOZGI Entertainment | Україна |
|                  | Нікіта Добринін  | теле- та радіоведучий, герой шоу «Холостяк»                          | Україна |

## Конкурсна програма
Програма Одеського Міжнародного кінофестивалю 2020:
| Лауреат Гран-прі «Золотий Дюк» виділений окремим кольором. |

| Найкращий фільм виділений окремим кольором. |

### Міжнародний конкурс
Фільми, відібрані до Міжнародного конкурсу:
| Українська назва                     | Оригінальна назва        | Режисер(и)                  | Країна виробництва                            |
| ------------------------------------ | ------------------------ | --------------------------- | --------------------------------------------- |
| «Арабський блюз»                     | Arab blues               | Манель Лабіді               | Туніс Франція                                 |
| «Атлантида»                          | Atlantis                 | Валентин Васянович          | Україна                                       |
| «Вечеря в Америці»                   | Dinner in America        | Адам Ремейер                | США                                           |
| «Добровільний рік»                   | A voluntary year         | Ульріх Колер Геннер Вінклер | Німеччина                                     |
| «Звірі, які чіпляються за соломинку» | Beasts clawing at straws | Кім Йон-Хун                 | Південна Корея                                |
| «Материнство»                        | Maternal                 | Маура Дельперо              | Італія Аргентина                              |
| «На абордаж!»                        | À l’abordage             | Ґійом Брак                  | Франція                                       |
| «Невидимий»                          | Nematoma                 | Іґнас Йонінас               | Литва Україна Латвія Іспанія                  |
| «Палке кохання»                      | Adoration                | Фабріс дю Велз              | Франція Бельгія                               |
| «Служителі»                          | Servants                 | Іван Остроховський          | Словаччина Румунія Чехія Ірландія             |
| «Ти помреш у двадцять»               | You will die at twenty   | Амджаж Абу Алала            | Судан Франція Єгипет Німеччина Норвегія Катар |
| «Товариш Дракуліч»                   | Comrade Drakulich        | Марк Бодзсар                | Угорщина                                      |

### Національний повнометражний конкурс
Фільми, відібрані до Національного повнометражного конкурсу:
| Українська назва                  | Режисер(и)                 | Країна виробництва                |
| --------------------------------- | -------------------------- | --------------------------------- |
| «Бєс»                             | Єгор Трояновський          | Україна                           |
| «Віктор Робот»                    | Анатолій Лавренишин        | Україна                           |
| «Мій милий дім»                   | Сергій Сторожев            | Україна                           |
| «Не все буде добре»               | Адріан Пірву Олена Максьом | Україна Румунія                   |
| «Поміж кадрами»                   | Анастасія Тиха             | Україна                           |
| «Родина»                          | Джейден Стівенс            | Україна Австралія                 |
| «Урсус. Кавказький бурий ведмідь» | Отар Шаматава              | Україна Грузія Німеччина Болгарія |

### Національний короткометражний конкурс
Фільми, відібрані до Національного короткометражного конкурсу:
| Українська назва               | Режисер(и)                         | Країна виробництва       |
| ------------------------------ | ---------------------------------- | ------------------------ |
| «Альфа»                        | Олена Рубашевська                  | Україна                  |
| «Від цього моменту й назавжди» | Ігор Стеколенко                    | Україна                  |
| «Двоє»                         | Владислав Вітрів                   | Україна                  |
| «Нетерпимість»                 | Станіслав Битюцький                | Україна                  |
| «Ой!»                          | Ольга Золотарьова                  | Україна                  |
| «Поміж тіней»                  | Олександр Стеколенко               | Україна                  |
| «Прощавай, Головін»            | Мат’ю Ґрімар                       | Канада Україна           |
| «Слава»                        | Марина Нікольчева Максим Васянович | Україна                  |
| «Чачьо»                        | Віталій Гавура                     | Україна                  |
| «Шибайголови»                  | Микола Рідний                      | Україна Німеччина Італія |
| «Ще нам усміхнеться доля»      | Жоанна Ракотоарізоа                | Франція Україна          |

### Конкурс європейських документальних фільмів
Фільми, відібрані до конкурсу європейських документальних фільмів:
| Українська назва               | Оригінальна назва                | Режисер(и)         | Країна виробництва                  |
| ------------------------------ | -------------------------------- | ------------------ | ----------------------------------- |
| «Воєнні канікули»              | Summerwar                        | Моріц Шульц        | Німеччина Україна                   |
| «Перед оркестром»              | Conductivity                     | Анна-Карін Ґренрус | Фінляндія                           |
| «Земля Ґевара»                 | Gevar’s land                     | Кутайба Баргамджі  | Франція                             |
| «Конкурс краси»                | The Pageant                      | Ейтан Іпекер       | Туреччина Ізраїль Франція Німеччина |
| «Пророк і прибульці»           | The Prophet and the Space aliens | Йоав Шамір         | Австрія Ізраїль                     |
| «Сестри Росінанта»             | Las hermanas de Rocinante        | Александра Кауфман | Німеччина Швейцарія                 |
| «Я – сонце»                    | I am the sun                     | Іларія Ґамбареллі  | Іспанія                             |
| «Я хочу тебе, якщо насмілишся» | I want you if you dare           | Даґмар Смржова     | Чехія                               |

## Позаконкурсні програми

### Фестиваль фестивалів
| Українська назва             | Оригінальна назва          | Режисер(и)       | Країна виробництва                                     |
| ---------------------------- | -------------------------- | ---------------- | ------------------------------------------------------ |
| «Вулиця Пустельна, 143»      | 143 rue du désert          | Хассен Ферхані   | Алжир, Франція, Катар                                  |
| «Івана Грізна»               | Ivana the terrible         | Івана Младенович | Румунія, Сербія                                        |
| «Ікар. Легенда М’єтека Коша» | Ikar. Legenda Mietka Kosza | Мацей Пепшиця    | Польща                                                 |
| «Мартін Іден»                | Martin Eden                | П’єтро Марчелло  | Італія, Франція, Німеччина                             |
| «Ласкаво просимо в Чечню»    | Welcome to Chechnya        | Девід Франс      | США                                                    |
| «Серпнева діва»              | La virgen de agosto        | Хонас Труеба     | Іспанія                                                |
| «Ялда»                       |                            | Массуд Бакші     | Іран, Франція, Німеччина, Швейцарія, Люксембург, Ліван |

### Українська ретроспектива: «Одеське вільне кіно»
| Українська назва            | Оригінальна назва         | Режисер(и)      | Країна виробництва |
| --------------------------- | ------------------------- | --------------- | ------------------ |
| «Пустеля»                   | Desert                    | Михайло Кац     | СРСР               |
| «Кульгаві увійдуть першими» | The Lame will Enter First | Михайло Кац     | Україна            |
| «Людина К»                  | Man K                     | Сергій Рахманін | Україна            |
| «Крамниця „Рубінчик і…“»    | Store ‘Ruby and…‘         | Юрій Садомський | Україна            |
| «Дорога в Парадиз»          | The Road to Paradise      | Юрій Белянський | Україна            |

### Візії
| Українська назва               | Оригінальна назва           | Режисер(и)                    | Країна виробництва      |
| ------------------------------ | --------------------------- | ----------------------------- | ----------------------- |
| «Дванадцять тисяч»             | Twelve thousand             | Надеж Требаль                 | Франція                 |
| «Тламес»                       | Tlamess                     | Еладін Слім                   | Туніс, Франція          |
| «Тягар бути народженим»        | The trouble with being born | Зандра Вольнер                | Австрія, Німеччина      |
| «Жовта тварина»                | A yellow animal             | Феліпе Браґанса               | Бразилія, Португалія    |
| «Любовна трилогія: Оголена»    | Love trilogy: Stripped      | Ярон Шані                     | Ізраїль, Німеччина      |
| «Любовна трилогія: Скутий»     | Love trilogy: Chained       | Ярон Шані                     | Ізраїль, Німеччина      |
| «Любовна трилогія: Відроджена» | Love trilogy: Reborn        | Ярон Шані                     | Ізраїль, Німеччина      |
| «Сплетіння»                    | Entwined                    | Мінос Ніколакакіс             | Греція, Велика Британія |
| «Ісаак»                        | Isaac                       | Юргіс Матулявічюс             | Литва                   |
| «Космічні пси»                 | Space Dogs                  | Ельза Кремзер та Левіан Петер | США                     |

### Спеціальні покази
| Українська назва                 | Оригінальна назва              | Режисер(и)                    | Країна виробництва              |
| -------------------------------- | ------------------------------ | ----------------------------- | ------------------------------- |
| «Кубрик про Кубрика»             | Kubrick by Kubrick             | Ґреґорі Монро                 | Франція                         |
| «Останній кінопоказ у Бухаресті» | Last picture show in Bucharest | Люді Бокен                    | Ізраїль, Україна, Румунія       |
| «Номери»                         | Numbers                        | Олег Сенцов, Ахтем Сеітаблаєв | Польща, Україна, Чехія, Франція |

### ОМКФ – дітям: Спільно з «Чілдрен кінофест»
| Українська назва  | Оригінальна назва   | Режисер(и)          | Країна виробництва  |
| ----------------- | ------------------- | ------------------- | ------------------- |
| «Подорож принца»  | The Prince’s Voyage | Жан-Франсуа Лаґйоні | Франція, Люксембург |
| «Смерть Нінтендо» | Death of Nintendo   | Рея Мартін          | США, Філіппіни      |
| «Гол!»            | Strike!             | Тревор Гарді        | Велика Британія     |
| «Лос Бандо»       | Los Bando           | Крістіан Лу         | Норвегія, Швеція    |

### «Жінки-піонерки кіно»
| Українська назва                                                              | Оригінальна назва                                | Режисер(и)         | Країна виробництва | Рік  |
| ----------------------------------------------------------------------------- | ------------------------------------------------ | ------------------ | ------------------ | ---- |
| «Віднесена приливом»                                                          | The Ocean Waif                                   | Аліс Гі-Бланше     | Франція            | 1916 |
| «Жінці про жінку» («Що кожній жінці треба знати» / «Гігієна дівчини й жінки») | For a Woman about a Woman                        | Євгенія Григорович | УРСР               | 1930 |
| «Ідеальна кандидатка»                                                         | The Perfect Candidate                            | Хаіфа аль-Мансур   | Саудівська Аравія  | 2019 |
| «Олівія»                                                                      | Olivia                                           | Жаклін Одрі        | Франція            | 1951 |
| «Природна: невідома історія Аліс Гі-Блаше»                                    | Be Natural: The Untold Story of Alice Guy-Blaché | Памела Б. Ґрін     | США                | 2018 |
| «Сигарета»                                                                    | La Cigarette                                     | Жермен Дюлак       | Франція            | 1919 |

### Міні ретроспектива Роя Андерссона
| Українська назва           | Оригінальна назва           | Країна виробництва          | Рік  |
| -------------------------- | --------------------------- | --------------------------- | ---- |
| «Шведська історія кохання» | A Swedish Love Story        | Швеція                      | 1970 |
| «Пісні з другого поверху»  | Songs from the Second Floor | Швеція                      | 2000 |
| «Про нескінченність»       | Om det oändliga             | Швеція, Норвегія, Німеччина | 2019 |

## Film Industry Office
Стрічки-учасники Film Industry Office :

### Пітчинг
| Українська назва                  | Оригінальна назва      | Режисер(и)                                                            | Продюсер(и)                        | Країна виробництва |
| --------------------------------- | ---------------------- | --------------------------------------------------------------------- | ---------------------------------- | ------------------ |
| «Антропоцен»                      | Мирослав Слабошпицький | Олег Кохан, Олексій Макухін                                           | Україна                            |                    |
| «Близнюки»                        | Єва Нейман             | Алла Бєлая, Ванда Адамік Грицова, Кестутіс Драздаускас, Кшиштоф Солек | Україна, Словаччина, Литва, Польща |                    |
| «Він»                             | Станіслав Битюцький    | Валерія Сочивець                                                      | Україна                            |                    |
| «Експедиція-49 (Україна-Франція)» | Аліса Коваленко        | Олексій Кобелєв, Валерій Калмиков, Стефан Сіоан                       | Україна, Франція                   |                    |
| «Квітка»                          | Тарас Ткаченко         | Валерія Борщевська                                                    | Україна                            |                    |
| «Клондайк»                        | Марина Ер Горбач       | Марина Ер Горбач, Святослав Булаковський, Мехмет Бахатір Ер           | Україна, Туреччина                 |                    |
| «Коли нам було 15»                | Анна Бурячкова         | Наталія Лібет                                                         | Україна                            |                    |
| «Легкий блакитний шовк»           | Ірина Жорданія         | Тіко Надірашвілі                                                      | Грузія                             |                    |
| «Малевич»                         | Дар’я Онищенко         | Анна Паленчук                                                         | Україна                            |                    |
| «Найс Лейдіз»                     | Марія Пономарьова      | Рохір Крамер, Максим Наконечний, Анна Зобніна                         | Україна, Нідерланди                |                    |
| «Напіввідчинені»                  | Тамара Трунова         | Іванна Дядюра                                                         | Україна                            |                    |
| «Повноліття»                      | Євген Кошин            | Юрій Мінзянов                                                         | Україна                            |                    |
| «Редакція»                        | Роман Бондарчук        | Дар'я Бассель, Дар'я Аверченко                                        | Україна                            |                    |

### Work in Progress
| Українська назва                      | Оригінальна назва                | Режисер(и)                                                                                | Продюсер(и)                | Країна виробництва |
| ------------------------------------- | -------------------------------- | ----------------------------------------------------------------------------------------- | -------------------------- | ------------------ |
| «Деміург»                             | Ольга Семак                      | Олександр Течинський                                                                      | Україна                    |                    |
| «Злегка прочинені двері»              | Хачатур Васілян, Олександр Биков | Сергій Амелічев, Юлія Чернявська, Олег Щербина                                            | Україна                    |                    |
| «Між нами»                            | Соломія Томащук                  | Поліна Герман                                                                             | Україна                    |                    |
| «Небо-парасолька»                     | Заза Буадзе                      | Андрій Суярко                                                                             | Україна, Італія            |                    |
| «Привоз»                              | Єва Нейман                       | Геннадій Кофман, Ольга Бесхмельниціна                                                     | Україна                    |                    |
| «Реквієм за спекотними літніми днями» | Гіоргі Паркосадзе                | Гіоргі Паркосадзе, Тамта Твалавадзе                                                       | Грузія                     |                    |
| «Рома»                                | Ольга Журба                      | Дар’я Бассель, Віка Хоменко, Віллем Баптіст, Ніенке Кортоф, Анна Кьонке, Моніка Геллстром | Україна, Нідерланди, Данія |                    |
| «Степне»                              | Марина Врода                     | Марина Врода                                                                              | Україна, Німеччина, Польща |                    |
| «Стоп-Земля»                          | Катерина Горностай               | Віталій Шереметьєв, Віка Хоменко, Наталія Лібет, Ольга Бесхмельницина                     | Україна                    |                    |
| «Як там Катя?»                        | Крістіна Тинькевич               | Ольга Матат                                                                               | Україна                    |                    |

### EastSeries
| Українська назва        | Оригінальна назва                                                    | Сценарист(и)     | Продюсер(и)     | Країна виробництва |
| ----------------------- | -------------------------------------------------------------------- | ---------------- | --------------- | ------------------ |
| «Гідра»                 | Дар'я Оніщенко                                                       | Олександр Дріз   | Україна         |                    |
| «Задушливе материнство» | Аісте Птакауске                                                      | Аісте Птакауске  | Литва           |                    |
| «Кава з кардамоном»     | Ольга Кржечевська, Наталія Яковлева, Наталія Рибалко, Олена Лавренюк | Сергій Лавренюк  | Україна, Польща |                    |
| «Милі в’ючні тварини»   | Віктор Пятковскі                                                     | Віктор Пятковскі | Польща          |                    |
| «Чорна п’ятниця»        | Міхал Желінскі                                                       |                  | Польща          |                    |

### Book Pitch
Фіналісти Book Pitch:
| Українська назва                                | Автор(и)            |
| ----------------------------------------------- | ------------------- |
| «За спиною»                                     | Гаська Шиян         |
| «Твій погляд, Чіо-Чіо-сан»                      | Андрій Любка        |
| «Доця»                                          | Тамара Горіха Зерня |
| «Троянди за колючкою. Сповідь про жіночу тюрму» | Ірина Агапєєва      |
| «Зграя»                                         | Анастасія Нікуліна  |
| «Артеміда»                                      | Наталія Довгопол    |
| «Паперові солдати»                              | Брати Капранови     |
| «Третя кабінка — Лос-Анджелес»                  | Олена Захарченко    |

## Нагороди
Нагороди були розподілені наступним чином:

### Офіційні нагороди
Гран-прі «Золотий Дюк»
- «Вечеря в Америці[en]» (реж. Адам Ремейер)  США

Міжнародний конкурс
- Найкращий фільм — Валентин Васянович за фільм «Атлантида»  Україна
- Найкраща режисерська робота — Фабріс дю Вельс[fr] за фільм «Обожнювання[fr]»  Франція,  Бельгія
- Найкраща акторська робота — Лідія Ліберман, Деніз Каррізо, Агустина Малале за роль у фільмі «Материнство[es]», (реж. Маура Дельперо)  Італія,  Аргентина
- Спеціальна нагорода міжнародного журі за музику до стрічки:
  - «Ти помреш у двадцять» — Амін Бугафа[fr] (реж. Амджаж Абу-Алала)  Судан,  Франція,  Єгипет,  Німеччина,  Норвегія,  Катар
  - «Служителі» (реж. Іван Остроховський)  Словаччина,  Румунія,  Чехія,  Ірландія

Національний конкурс
- Найкращий український повнометражний фільм — «Не все буде добре» (реж. Адріан Пірву, Олена Максьом)  Україна,  Румунія
- Найкращий український короткометражний фільм — «Прощавай, Головін» (реж. Мат’ю Ґрімар)  Канада,  Україна
- Найкраща режисерська робота у категорії український повнометражний фільм — Адріан Пірву, Олена Максьом за фільм «Не все буде добре»  Україна,  Румунія
- Найкраща акторська робота в національному конкурсі — Марія Хомутова (за роль у фільмі «Двоє»)
- Приз глядацьких симпатій — «Віктор Робот» (реж. Анатолій Лавренишин)

Європейський документальний конкурс
- Найкращий фільм — «Воєнні канікули» (реж. Моріц Шульц)  Німеччина,  Україна
- Спеціальний диплом:
  - «Перед оркестром» (реж. Анна-Карін Ґренрос)  Фінляндія
  - «Земля Ґевара» (реж. Кутайба Баргамджі)  Франція

«Золотий дюк» за внесок у кіномистецтво
- Рой Андерссон, кінорежисер,  Швеція
- Роман Балаян, режисер,  Україна

### Незалежні нагороди
Приз ФІПРЕССІ
- Найкращий український повнометражний фільм — «Бєс» (реж. Єгор Трояновський)
- Найкращий український короткометражний фільм — «Чачьо» (реж. Віталій Гавура)

### Film Industry Office
Пітчинг
- «Експедиція-49» (реж. Аліса Коваленко). Нагорода – 60 тис. грн від ОМКФ;
- «Редакція» (реж. Роман Бондарчук). Нагорода – 60 тис. грн від телеканалу «Україна»;

Work in progress
- «Стоп-Земля» (реж. Катерина Горностай) – спеціальна відзнака журі;
- «Привоз» (реж. Єва Нейман). Нагорода – 60 тис. грн від телеканалу «Україна»;
- «Рома» (реж. Ольга Журба) – проєкт з найбільшим міжнародним потенціалом. Нагорода – 150 тис. грн від Українського інституту;

EastSeries
- «Чорна п’ятниця» (реж. Міхал Желінскі),  Польща. Нагорода – комплекс послуг постпродакшн від компанії Star Media на суму 20 тис. євро;

Book Pitch
- «За спиною» – Гаська Шиян. Нагорода – скрипт-докторінг від компанії Star Media;
- «Доця» – Тамара Горіха Зерня. Нагорода – промо-відео на інформаційних ресурсах фестивалю від Книжкового Арсеналу;